# Margit Korondi
Margit Korondi (Celje, Reino de Yugoslavia, en la actualidad Eslovenia, 24 de junio de 1932 - Las Vegas, 6 de marzo de 2022) fue una gimnasta artística húngara, campeona olímpica en Melbourne 1956 en el concurso de equipo con aparatos.

## Carrera deportiva
En 1952 participó en las Olimpiadas celebradas en Helsinki, consiguiendo oro en barras asimétricas, plata en el concurso por equipos —tras la Unión Soviética y por delante de Checoslovaquia— y cuatro medallas de bronce, en viga de equilibrio, suelo, equipo con aparatos y la general individual, tras las soviéticas Maria Gorokhovskaya y Nina Bocharova.
Cuatro años después, en las Olimpiadas de Melbourne 1956, consiguió el oro en equipo con aparatos —por delante de las suecas, soviéticas y polacas, estas dos últimas empatadas en el bronce— y la plata en equipo, tras las soviéticas y por delante de las rumanas.